# Campeonato Granadino de Futebol
A Grenada League ou Premier League é a principal divisão do futebol de Granada, o campeonato acontece desde 1983, organizado pela Grenada Football Association, é disputado por dez equipes em sistema de liga. O relegamento para a Segunda Divisão acontece diretamente com  10° colocado, e o penúltimo 9° lugar disputa a repescagem contra o 2° da Grenada First Diviion.
O campeão se classifica para o CFU Club Shield. 
O campeonato de futebol de Grenada inclui uma série máximo chamado Grenada League, a principal competição de futebol de Grenada, criado em 1995.
Alguns dos jogos são disputados no Grenada National Stadium, com capacidade para 9000 pessoas. Quem fizer mais pontos é declarado campeão, enquanto os dois últimos lugares na liga para baixo para a divisão inferior.

## Equipes temporada 2015
- Carib Hurricane
- Five Stars
- Fontenoy United
- GBSS
- Happy Hill
- Hard Rock
- Mount Rich
- Paradise
- Queens Park Rangers
- St. John's Sports

## Títulos
- 1983: Queens Park Rangers
- 1984-85: Desconhecido
- 1986: Carenage Football Club
- 1987-94: Desconhecido
- 1995: Queens Park Rangers
- 1996: Barba Super Stars
- 1997: Seven Seas Rock City
- 1998: Fontenoy United
- 1999: SAFL
- 2000: GBSS
- 2001: GBSS
- 2002: Queens Park Rangers
- 2003: Carib Hurricane Football Club
- 2004: Cancelado
- 2005: ASOMS Paradise
- 2006: Carib Hurricane Football Club
- 2007: ASOMS Paradise
- 2008: Carib Hurricane Football Club
- 2009: Cancelado
- 2010: ASOMS Paradise
- 2011: Hard Rock Football Club
- 2012: Hard Rock Football Club
- 2013: Hard Rock Football Club
- 2014: ASOMS Paradise
- 2015: Carib Hurricane Football Club
- 2016: Não finalizado
- 2017-18: Carib Hurricane Football Club
- 2018-19: ASOMS Paradise
- 2019-20: Carib Hurricane Football Club
- 2020-21: Não realizado
- 2021-22: Carib Hurricane Football Club
- 2022-23: Não realizado
- 2023-24: ASOMS Paradise

## Títulos por clube
| Clube                                            | Campeão | Anos do Título (s)                       |
| ------------------------------------------------ | ------- | ---------------------------------------- |
| Carib Hurricane Football Club                    | 6       | 2003, 2006, 2008, 2015, 2017-18, 2021-22 |
| ASOMS Paradise                                   | 6       | 2005, 2007, 2010, 2014, 2018-19, 2023-24 |
| Queens Park Rangers                              | 3       | 1983, 1995, 2002                         |
| Hard Rock Football Club                          | 3       | 2011, 2012, 2013                         |
| Grenada Boys Secondary School Football Club GBSS | 2       | 2000, 2001                               |
| Carenage Football Club                           | 1       | 1986                                     |
| Barba Super Stars                                | 1       | 1996                                     |
| Seven Seas Rock City                             | 1       | 1997                                     |
| Fontenoy United                                  | 1       | 1998                                     |
| St Andrews Football League SAFL                  | 1       | 1999                                     |

## Artilheiros
| Ano  | Goleador     | Time | Gols |
| 2005 | Nigel Bishop | GBSS | 15   |

## Ligações Externas
- Página Oficial (en inglés)
- soccerway.com/grenada/premier-division
- fifa.com